# Lodewijk Jacobs (politicus)
Lodewijk Jacobs (Overmere, 19 september 1924 - aldaar, 31 oktober 2012) was een Belgisch politicus. Hij was burgemeester van Overmere. Beroepsmatig was Jacobs molenaar.